# Calyptomyrmex nummuliticus
Calyptomyrmex nummuliticus é uma espécie de formiga do gênero Calyptomyrmex, pertencente à subfamília Myrmicinae.